# Maïa (film)
Pour les articles homonymes, voir Maia.
Pour plus de détails, voir Fiche technique et Distribution.
Maïa est un long métrage documentaire français écrit, coproduit et réalisé en 1999 par Dominique Delouche, sorti en 2000.

## Synopsis
En 1999, âgée de 73 ans, Maïa Plissetskaïa, la prima ballerina du Ballet du Bolchoï, à la retraite depuis six ans seulement, s'exprime en toute franchise devant les caméras de Dominique Delouche. Que ce soit depuis Moscou ou depuis Paris, elle nous conte sans nostalgie excessive ce que furent son riche parcours de vie et sa brillante carrière internationale. Elle se confie également sur sa jeunesse, sur ce qu'il advint de ses parents pris dans les griffes de Staline, sur ses études au Bolchoï, sur les relations tendues que cet esprit libre eut avec les autorités de l'URSS, sur sa façon de concevoir la danse dont elle a parcouru tout l'éventail, de Marius Petipa à Maurice Béjart, sur son grand amour et sa gratitude pour son mari, le compositeur Rodion Chtchedrine. Régulièrement, des documents d'archives viennent illustrer ses affirmations. En prime, on verra Maïa, sur l'instigation du réalisateur, donner une masterclass à deux danseuses et un danseur de l'Opéra de Paris.

## Fiche technique
- Titre : Maïa
- Réalisateur, scénariste et producteur : Dominique Delouche
- Assistants réalisateurs : Cédric Missina, Pascal Leproust
- Producteurs associés : Pierre Cardin, Bruno Deloye (Muzzik)
- Chargé de production : Fabrice Rivaud
- Sociétés de production : Les Films du Prieuré (Paris), Muzzik, avec la participation du Centre national de la Cinématographie, du ministère des Affaires étrangères et du ministère de la Culture et de la Communication (Direction de la Musique, de la Danse, du Théâtre et des Spectacles), avec le soutien de la Cinémathèque de la Danse
- Sociétés de distribution : Les Films du Prieuré et en DVD : Doriane Films (collection "Étoiles pour l'exemple N°1)
- Directeur de la photographie : Daniel Vogel
- Cadreurs : Mathieu Huou, Guillaume Borelli, Bjorn Kathöfer
- Costumes de Maïa Plissetskaïa : Pierre Cardin
- Maquillage : Jean-Paul Thomas
- Collaboratrice artistique : Lily Denis
- Morceaux dansés par Maïa Plissetskaïa : 
  - « Leçon de ténèbres », musique de François Couperin (1714)
  - « Le petit cheval bossu », ballet inspiré par un conte de Piotr Erchov (1834), musique de Rodion Chtchedrine (1955), chorégraphie d'Alexandre Radounski (1960), dansé aussi par Vladimir Vassiliev
  - « Don Quichotte », ballet créé et chorégraphié par Marius Petipa (1869), nouvelle chorégraphie par Alexandre Gorski (1900-1902), musique de Léon Minkus, d'après l'œuvre de Miguel de Cervantes (1605)
  - « Roméo et Juliette », ballet chorégraphié par Leonid Lavrovski (production Kyrov de 1940)), musique de Serge Prokofiev (1935) d'après l'œuvre de William Shakespeare (1597)
  - « Le Lac des cygnes », ballet chorégraphié par Marius Petipa (1895), nouvelle chorégraphie par Alexandre Gorski (1901), musique de Piotr Ilitch Tchaïkovski (1875-76), d'après l' œuvre de William Shakespeare (1597), également dansé par Nicolas Fadeetchev (1957) ;  masterclass avec Marie-Agnès Gillot, Céline Talon et Yann Saiz (1999)
  - « Boléro », musique de Maurice Ravel (1928), chorégraphie de Maurice Béjart (création en 1961 ; cette version : 1974)
  - « La Rose malade », ballet chorégraphié par Roland Petit, musique de Gustav Mahler ("Symphonie no 5") d'après un poème de William Blake, également dansé par Rudy Bryans
  - « Isadora », musique de Franz Schubert ("Moment musical") et Claude Joseph Rouget de Lisle (La Marseillaise), chorégraphie de Maurice Béjart
  - « Encens », ballet (1916), chorégraphie de Ruth Saint-Denis (pour la compagnie Martha Graham)
  - « Léda », musique : Camille Saint-Saëns (Le Cygne, 1886) et musique traditionnelle japonaise, chorégraphie de Maurice Béjart, également dansé par Jorge Donn
- Montage : Vincent Vierron
- Ingénieurs du son : Olivier Michiel / Mixage : David Martinez
- Assistante-interprète à Moscou : Katia Feodosovia
- Archives : Arkeion Films, Vidéo Film Corporation, Les Films du Prieuré(films), Serge Lido, Roger Viollet, Collection Plissetskaïa (photos)
- Collaborateurs à Moscou : Vladimir Beloussov (décors), Vladimir Iasofov (ingénieur du son), Viaceslav Ketzmetz (moyens techniques)
- Moyens techniques (France) : Vidéo Film Corporation
- Pays :  France
- Genre : documentaire
- Format : couleurs - négatif et positif : 35 mm - Cadre : 1 x 1,37 - Son monographique
- Durée : 85 minutes
- Remerciements : Irène Lidova, Opéra de Paris, Hugues Gall (Directeur de l'Opéra de Paris), Brigitte Lefèvre (Directrice de la Danse de l'Opéra de Paris), Josette Affergan, Anne-Marie Cholet, Roland Petit, Christain Dumay-Lwowsky, Alexandre Vassiliev, Patrick Bensard, Bernard Rémy, Nicolas Villodre
- Visa de contrôle cinématographique no 87983 (Tous publics)
- Copyright 1999 Les Films du Prieuré/Muzzik
- Dates de sortie : 
  - Sortie nationale : le 19 janvier 2000
- Sortie en DVD : 6 juillet 2005

## Distribution
- Maïa Plissetskaïa, étoile du Bolchoï
- Maurice Béjart, chorégraphe
- Vladimir Vassiliev, danseur puis directeur artistique du Bolchoï
- Marie-Agnès Gillot, danseuse de l'Opéra de Paris
- Céline Talon, danseuse de l'Opéra de Paris
- Yann Saiz, danseur de l'Opéra de Paris
- Elizabeth Cooper, pianiste
- et dans des séquences d'archives : les danseurs Jorge Donn Rudy Bryans et Nicolas Fadeetchev]

## Autour du film
- Les prises de vues ont eu lieu en 1999 majoritairement à Moscou (dont, l'immeuble natal de Maïa, la rue Gagarine, la prison Boutyrka, le théâtre Bolchoï et son ancien appartement communautaire, le boulevard Koutouzov, la maison coopérative de la rue Tverskaïa, l'ancien hôtel particulier d'Alexandra Balachova ainsi que dans le 6e arrondissement de Paris (halle Sainte-Catherine : séquences avec Maurice Béjart et masterclass)
- Ce film comporte un extrait de La Lépreuse d'Oleg Frelikh (1928) avec Ra Messerer, la mère de Maïa, ainsi que de Maia Plissetskaïa de Vassili Kataniande et de Leçon de ténèbres de Dominique Delouche.